# Eric Cederberg
Eric Algot Cederberg, född 27 juni 1897 i Välluv, Skåne, död 2 november 1984 i Helsingborg, var en svensk konstnär.
Han var son till snickaren Per Cederberg och Gudrun Björegren. Cederberg var som konstnär autodidakt och bedrev konststudier under resor till Danmark, Tyskland, Paris och Sydfrankrike. Han debuterade med en utställning i Helsingborg 1922 och medverkade i utställningar med Skånes konstförening sedan 1926 och med Sveriges allmänna konstförening sedan 1938 och i Kulla-konst sedan 1945. Hans konst består av små Braque-inspirerade stilleben, stadsmotiv och landskapsmålningar samt en del abstrakta arbeten. Cederberg är representerad vid Kristianstads museum, Västerås konstmuseum, Arkivet i Lund och med oljemålningen Utsikt från ateljén vid Helsingborgs museum.

### Fotnoter
1. ↑  Sveriges dödbok 1860–2016, Version 7.00, Sveriges Släktforskarförbund: Cederberg, Erik Algot
(18970627-4157)
RTB 84, SPAR 90?
2. ↑  Helsingborgs museum